# Europese auto in 1886
Dit artikel geeft een overzicht van alle Europese personenwagens geproduceerd in 1886 door een significante autoconstructeur. De auto's staan alfabetisch gerangschikt per merk. Hier staan enkel Europese merken, ongeacht of ze eigendom zijn van een niet-Europees concern. Ook gaat het om constructeurs die algemeen bekend zijn met auto's die algemeen voor het publiek verkrijgbaar zijn. 
| Benz |                  | concern:          | Onafhankelijk |
| Benz | divisie:         |                   |               |
| Benz | merk:            | Benz Duitsland    |               |
| Benz | model:           | Patent Motorwagen |               |
| Benz | einde productie: | 1894              |               |
| Benz | productieaantal: | 25                |               |

| Daimler |                  | concern:          | Onafhankelijk |
| Daimler | divisie:         |                   |               |
| Daimler | merk:            | Daimler Duitsland |               |
| Daimler | model:           | Motorkutsche      |               |
| Daimler | einde productie: | 1886              |               |
| Daimler | productieaantal: | 1                 |               |

| Hammel |                  | concern:          | Onafhankelijk |
| Hammel | divisie:         |                   |               |
| Hammel | merk:            | Hammel Denemarken |               |
| Hammel | model:           | 1886              |               |
| Hammel | einde productie: | 1886              |               |
| Hammel | productieaantal: | ?                 |               |